# 大木正司
大木 正司（おおき しょうじ、1936年9月27日 - 2009年11月20日）は、日本の俳優、声優。静岡県沼津市出身。

## 来歴・人物
静岡県立沼津東高等学校卒業卒業後、劇団俳優座養成所（7期生）に入所。この時の同期生に、上田忠好、田中邦衛、露口茂、藤岡重慶、井川比佐志、山本學、藤巻潤らがいる。
劇団三期会、六芸社、田中事務所、S&A企画を経て、劇団青年座に所属していた。
1958年、映画『純愛物語』で初出演。その後は時代劇や戦争映画、テレビドラマに数多く出演し、また声優としても活躍していた。
趣味はギター、ピアノ、作曲。
2009年11月20日死去。73歳没。

## 出演

### テレビドラマ
- 遊撃戦（1966年、NTV） - 上野兵長
- 桃太郎侍（尾上菊之助版）第17話「背中が狙われる」（1968年、日本テレビ）
- 大河ドラマ（NHK）
  - 竜馬がゆく（1968年）
  - 葵 徳川三代（2000年） - 結城晴朝
  - 義経（2005年） - 大炊の長者
- 女殺し屋 花笠お竜（1969年、12CH / 国際放映） - 蝮縄の虎松
- ザ・ガードマン 第257話「空から来た殺人部隊」（1970年、TBS / 大映テレビ）
- 柳生十兵衛 第17話「草笛峠」（1970年、CX / 東映）
- 大忠臣蔵 第32話「紅蓮の隅田川密議」（1971年、NET / 三船プロ） - 久六
- ウルトラシリーズ（TBS / 円谷プロ）
  - ウルトラマンA 第23話「逆転! ゾフィ只今参上」、第24話「見よ! 真夜中の大変身」 （1972年） - ヤプール老人
  - ウルトラマンタロウ 第43話「怪獣を塩漬にしろ!」 （1974年） - 武志の父
- 水戸黄門（TBS / C.A.L）
  - 第3部 第24話「女海賊とにせ黄門 -平戸-」（1972年5月8日） - 海賊
  - 第8部
    - 第2話「駕籠屋になった助さん格さん -川崎-」（1977年7月25日） - 寅吉
    - 第27話「熱湯に浸った悪い奴 -別府-」（1978年1月16日） - 鉄五郎[注釈 1]

  - 第9部 第5話「黄門様のそっくりさん -仙台-」（1978年9月4日） - 五郎八
  - 第10部 第12話「身ぐるみ剥がれた御老公 -津-」（1979年10月29日） - 末吉
  - 第11部
    - 第11話「父子つないだ頑固そば・盛岡」（1980年10月27日） - 猪之松
    - 第22話「黄門様の子守唄 -伊勢原-」（1981年1月12日） - 六助

  - 第12部 第23話「弥七を騙った悪い奴 -善光寺-」（1982年2月1日） - 多七
  - 第13部 第5話「ドジな息子の泥棒修業 -清水-」（1982年11月15日） - 直次
  - 第14部
    - 第9話「悪を蹴散らす南部駒 -八戸-」（1983年12月26日） - 沼尻十郎太
    - 第26話「湯けむり格さん子守唄 -山中-」（1984年4月23日） - 牛松

  - 第15部 第26話「黄門様の婿入り志願 -敦賀-」（1985年7月22日） - 伝次
  - 第16部 第19話「泣く子にゃ勝てぬ悪企み -福井-」（1986年9月1日） - 寅次
  - 第17部
    - 第4話「謎の紫頭巾 -諏訪-」（1987年9月21日） - 紋次
    - 第21話「亡霊の正体見たり… -福山-」（1988年1月18日） - 権三

  - 第19部 第3話「鬼と呼ばれて恩返し -棚倉-」（1989年10月9日） - 伝次
  - 第20部（1991年） 
    - 第24話「嫁の真心 豊後竹人形 -別府-」 - 軍次
    - 第40話「津軽馬鹿塗り情け塗り -弘前-」 - 勇次

  - 第21部（1992年）
    - 第4話「母恋し娘馬子唄 -米子-」 - 権太
    - 第21話「身ぐるみ剥がれた黄門様 -伊丹-」 - 西日の岩造

  - 第22部（1993年）
    - 第13話「帰らぬ息子は船幽霊 -高知-」 - 千吉
    - 第31話「弥七は夫の敵! -新発田-」 - 岩松

  - 第28部（2000年）第33話「母子の再会 涙の白洲 -赤間関-」 - 赤間の鉄五郎
- 魔人ハンター ミツルギ（1973年、CX　/ 国際放映） - 服部半蔵
- 荒野の用心棒（1973年、NET / 三船プロ）
  - 第21話「山峡に脱獄犯を追って…」 - 時田一平
  - 第27話「火の砦にオロシャ砲が轟いて…」 - 中上大作
- 風雲ライオン丸 第16話「忍者の掟に明日はない!!」 （1973年、CX / ビープロ） - 三太夫
- 太陽にほえろ!（NTV / 東宝）
  - 第86話「勇気ある賭け」（1974年） - 上田（日南商事）
  - 第433話「金髪のジェニー」（1980年） - 堀内高雄
  - 第475話「さらば! スニーカー」（1981年） - 仲本良男
- 白い牙 第4話「愛憎エレジー」（1974年、NTV / 大映テレビ）
- 傷だらけの天使 第3話「ヌードダンサーに愛の炎を」（1974年、NTV / 東宝）
- 隠し目付参上 第21話「大検問! 現金輸送車は通れたか」（1976年、MBS / 三船プロ） - 伝蔵
- ザ・カゲスター 第9話「毒アゲハの大魔術作戦!」 （1976年、NET / 東映） - 毒アゲハ
- Gメン'75（TBS / 東映）
  - 第63話「拳銃を撃てない警官」（1976年） - 大門組武器調達係
  - 第104話「77・5・14 津坂刑事殉職」（1977年） - 藤村
  - 第285話「満月の夜 女の血を吸う男」（1980年） - 黒谷署元捜査員
- 人魚亭異聞 無法街の素浪人 第22話「港に咲いた地獄花」（1976年、NET / 三船プロ） - 玉木兵吾
- 少年ドラマシリーズ / 幕末未来人（1977年、NHK） - 近藤勇
- 遠山の金さん（NET→ANB/東映）杉良太郎版 
  - 第1シリーズ 第94話「命乞い」（1977年） - 仁助
  - 第2シリーズ 第19話「桜吹雪に散る涙」（1979年） - 弥三
- 大江戸捜査網（12ch→TX / 日活→三船プロ→G・カンパニー）
  - 第47話 ｢目撃者｣ (1971年)  - 新八(天竜組,代貸)
  - 第140話「謎の連続誘拐事件」（1974年） - 根来衆
  - 第152話「命を売った女」（1974年） - 浪人
  - 第196話「殺しの招待状」（1975年） - 徳造の手下
  - 第289話「偽情報の罠」（1977年） - 堀田大膳
  - 第303話「緊急指令! 人質を救出せよ」（1977年） - 大友玄斎
  - 第328話「悲恋! 女賊の子守唄」（1978年） - むささび小僧の源次
  - 第388話「偽装殺人の黒い霧」（1979年） - 俵藩士
  - 第416話「宿命に泣く父娘の再会」（1979年）
  - 第429話「大爆破を招く謎の贋小判」（1980年）
  - 第445話「夜空に賭けた女の慕情」（1980年） - 佐田辰之進
  - 第468話「木枯らしに耐えて待つ女」（1980年） - 須藤
  - 第485話「花嫁絶唱お父っつあんの唄」（1981年） - 軍次
  - 第523話「危機一発 貝になった娘」（1981年） - 田原一角
  - 第577話「妖花一輪 男殺しの手毬歌」（1983年） - 伝次
  - 第599話「母が哭く津軽三味線呪い節」（1983年） - 曹達
  - 平成版 第1シリーズ 第8話「小さな目撃者の危機!」（1990年） - 丸太屋勝造
- 必殺シリーズ（ABC / 松竹）
  - 必殺仕置屋稼業 第5話「一筆啓上幽鬼が見えた」（1975年） - 小八
  - 新・必殺仕置人 第39話「流行無用」（1977年） - 源七
  - 必殺からくり人・富嶽百景殺し旅 第10話「隅田川関屋の里」（1978年） - 轟渉
  - 翔べ! 必殺うらごろし 第19話「童が近づくと殺人者が判る」（1979年） - 沖原
  - 必殺仕事人 第9話「螢火は地獄への案内か?」（1979年） - 忠助
- 鬼平犯科帳 第24話「泣き味噌屋」（1975年、NET） - 和田木曽太郎 ※丹波哲郎版
- 赤い絆（1977年 - 1978年、TBS）
- 大都会 PARTII 第30話「日没までの命」（1977年、NTV / 石原プロ）
- 伝七捕物帳 第157話「恋の掛け橋情の涙」（1977年、NTV） - 源六
- 破れ奉行（1977年、ANB / 中村プロ / 三船プロ）
  - 第17話「斬込め!大名行列」 - 平造
  - 第37話「梅の一八三三の女」 - 黒木軍之助
- 大岡越前（TBS / C.A.L.）
  - 第5部（1978年）
    - 第6話「足を洗った女」 - 己之松
    - 第25話「誘拐された雪絵」 - 半次

  - 第6部 第19話「釣り忍の女」（1982年7月12日） - 梅吉
  - 第9部 第10話「夫婦の絆は値千両」（1985年12月30日） - 寅松
  - 第11部 第23話「昔馴染は盗賊一味」（1990年9月24日） - 源次
  - 第12部 第20話「帰らぬ父は御金蔵破り」（1992年3月2日） - 亥之吉
- 破れ新九郎 第7話「通り雨ならお命頂戴」（1978年、ANB / 中村プロ） - 石川伴太郎
- 桃太郎侍（1976-81年、NTV / 東映）
  - 第74話「フグの毒より怖い罠」 - 村井
  - 第78話「すずめの目明し志願」 - 同心村木
  - 第94話「早替りお化け屋敷」 - 権三
  - 第211話「バクチが教えた商人根性」 - 同心村木
  - 第233話「遠州路の決闘!」 - 弥三郎
- 江戸の旋風シリーズ（CX / 東宝）
  - 同心部屋御用帳 江戸の旋風IV 第18話「おやえと恋人たち」（1979年） - 文次
  - 新・江戸の旋風 第14話「行け! 三十俵二人扶持」（1980年） - 松野
- 江戸の激斗 第5話「けもの狩り」（1979年、CX / 東宝） - 小弥太
- 江戸の牙 第21話「生か死!? 暁の脱出作戦」（1980年、ANB / 三船プロ）
- そば屋梅吉捕物帳 第25話「地獄の底で笑う奴」（1980年、12ch / 国際放映） - 倉田
- 爆走! ドーベルマン刑事 第12話「アレックス 零下20度からの脱出」（1980年、ANB）
- 大激闘マッドポリス'80 第13話「スカイライダー大作戦」（1980年、NTV / 東映） - 石坂
- 服部半蔵 影の軍団シリーズ（KTV / 東映）
  - 服部半蔵影の軍団第24話「戦慄!処女のいけにえ」（1980年） - 井上
  - 影の軍団II 第18話「夜霧に啼く黒い狼」（1982年） - 宇之助
- 大捜査線シリーズ 追跡 第35話「殺意」（1980年、CX）
- ザ・ハングマン 燃える事件簿 第8話「血染めのブランド」（1981年、ABC / 松竹芸能） - 矢沢
- 闇を斬れ 第8話「女体にひびくオルゴール」（1981年、KTV / 松竹） - 橘
- 暴れん坊将軍シリーズ（ANB / 東映）
  - 吉宗評判記 暴れん坊将軍
    - 第36話「天を欺く泣きぼくろ」（1978年） - 坂崎助左衛門
    - 第62話「黄金の闇に花一輪」（1979年） - 真田主水正
    - 第72話「紅花で染めた復讐」（1979年） - 大槻掃部
    - 第92話「乾盃!藪医者」（1979年） - 黒竜斉
    - 第114話「正体見たぞ!隼小僧」（1980年） - 江川主殿
    - 第147話「め組が架けた恋の橋」（1981年） - 田宮左三郎
    - 第175話「百万石の冷飯くらい」（1981年） - 神尾内記
    - 第192話「泣き笑い河内人情ど根性」（1982年） - 生駒九内

  - 暴れん坊将軍II
    - 第13話「修羅場に咲いた隠れ妻」（1983年） - 香取源三郎
    - 第33話「翔べ! 明日に門出の茶の香り」（1983年） - 間藤刑部
    - 第62話「ほとんどビョーキの出たがり娘!」（1984年） - 武州屋仁兵衛
    - 第95話「心やさしき仇討選手」（1985年） - 黒住玄蕃
    - 第136話「おやこ鷹 師走の哀歌!」（1985年） - 黒尻半兵衛

  - 暴れん坊将軍III
    - 第14話「春の宴に舞う女」（1988年） - 東海屋仙之助
    - 第31話「泣くな男だ!がまん坂」（1988年） - 工藤
    - 第60話「母恋いなみだ舟」（1989年） - 鬼伏せの長兵衛
    - 第93話「悪霊の城の花嫁」（1990年） - 一色兵庫助
    - 第117話「おんな武芸者の恋」（1990年） - 黒柳一心

  - 暴れん坊将軍IV
    - 第5話「女盗賊の恋」（1991年） - 伝次
    - 第22話「吉宗、熱き心で掟破り!」（1991年） - 霞の源右衛門
    - 第46話「男一匹! め組の紋次郎が燃えた!!」（1992年） - かまいたちの儀助
    - 第66話「めおと三味線上州しぐれ!」（1992年） - 今尾久平

  - 暴れん坊将軍V
    - 第19話「おんな密偵の初恋」（1993年） - 西崎
    - 第34話「潜入! いれずみ湯の風来坊」（1994年） - 風馬

  - 暴れん坊将軍VII 第17話「子連れ刺客」（1997年） - 辻丸監物
  - 暴れん坊将軍X 第23話「吉宗を愛した女御庭番! 断崖に消えた恋」（2000年） - 麻兵衛
- 長七郎天下ご免!（テレビ朝日）
  - 第26話「くらやみ河岸に鶴が舞う!」（1980年） - 遠州屋松蔵
  - 第43話「死に損ないの夢に咲け!」（1980年） - 五郎蔵
  - 第74話「ばってん!母恋い活人拳」（1981年） - 五郎蔵
- 源九郎旅日記 葵の暴れん坊 第6話「駿府茶どころ父子みち」（1982年、ANB / 東映） - 捨吉
- 時代劇スペシャル（フジテレビ）（1982年）
  - 佐武と市捕物控 「地獄の白狐」「岡っ引無情」
- 松平右近事件帳シリーズ（NTV / ユニオン映画）
  - 松平右近事件帳（1982年-1983年）
    - 第11話「結ぶえにしのわらべ唄」- 常吉
    - 第31話「拐わかし」- 由蔵

  - 新・松平右近 第10話「罠にはまった夫婦花」（1983年） - 利助
- 外科医 城戸修平 第3話「愛ある限り」（1983年、TBS / 木下プロダクション）
- ザ・サスペンス / 一億人を敵にした男 復讐するは我にあり（1984年、TBS）
- ニュードキュメンタリードラマ昭和 松本清張事件にせまる 第1回「昭和20年8月15日 終戦日の荷風と潤一郎」（1984年、ANB / 近代映画協会）
- 長七郎江戸日記（NTV / ユニオン映画）
  - 第1シリーズ 第80話「桔梗、花一輪」（1985年） - 梶原仙十郎
  - 第2シリーズ 第23話「苦死を落とした女」（1986年） - 車坂の陣八
- 西田敏行の泣いてたまるか 第9話「人生の並木路」（1986年、TBS / 国際放映、東阪企画）
- TBS大型時代劇スペシャル / 太閤記（1987年、TBS / 東映）
- 女ふたり捜査官 第19話「家政夫が来た!」（1987年、ABC / テレパック）
- 若大将天下ご免! 第29話「往け! 結城小太郎もう一人」（1987年、ANB / 東映） - 小幡祐見
- 東映不思議コメディーシリーズ（CX / 東映）
  - おもいっきり探偵団 覇悪怒組（1987年） - 君原正一郎（猛夫の父）
    - 第1話「怪人摩天郎現る!」
    - 第14話「妖怪千年婆ぁ〜」
    - 第22話「辛切警部の罠」

  - じゃあまん探偵団 魔隣組 第43話「2050年の魔隣組」（1988年）　- 死神
  - 魔法少女ちゅうかなぱいぱい! 第8話「ホネまで愛して」（1989年） - 武部教授
  - 魔法少女ちゅうかないぱねま! 第21話「馬少年現る」（1989年） - 須田社長
- もっとあぶない刑事 第10話「悪戯」（1988年、NTV / セントラル・アーツ / 東映） - 吉原
- 機動刑事ジバン 第4話「すてきなバラのプレゼント」（1989年、ANB / 東映） - 村井教授
- 風雲!真田幸村 第23話「激闘! 大坂城決戦近し 堺港の仇討!!」（1989年、12ch / 東映） - 久坂帯刀
- 八百八町夢日記 第1シリーズ 第6話「女賊の恋」（1989年、NTV / ユニオン映画） - 天満の五郎蔵
- 名奉行 遠山の金さん（ANB / 東映）
  - 第2シリーズ 第23話「江戸ゆきさん殺人事件」（1989年） - 泉州屋
  - 第3シリーズ 第8話「金さん富くじに当たる」（1990年） - 作次
  - 第4シリーズ 第25話「裏切りの矢!八丈島から来た女」（1992年） - 新三
  - 第5シリーズ 第29話「満月の夜に人妻が襲われる!」（1993年） - 玄海
  - 第6シリーズ 第5話「仕舞い湯の男」（1994年） - 銀平
  - 第8シリーズ（遠山の金さんVS女ねずみ） 第16話「料亭女将の怪しい二つの顔」（1997年） - 藤八
- 将軍家光忍び旅シリーズ（1990年-1993年、ANB / 東映）
  - 将軍家光忍び旅 第4話「暗雲なびく女狐の湯」 - 兵藤玄蕃
  - 将軍家光忍び旅II 第3話「憎しみの荒野に佇む女」 - 磯野平五郎
- 続・三匹が斬る! 第6話「御神水、飲んで飲まれ悪徳商法」（1992年、ANB / 東映） - 丑松
- 銭形平次 第3シリーズ 第15話「ひょうたん供養」（1993年、CX / 東映） - 元吉
- 鬼平犯科帳 第4シリーズ 第13話「老盗の夢」（1993年、CX / 松竹） - 弥六
- 土曜ワイド劇場（テレビ朝日）
  - 処刑教師（1984年9月29日）
  - 聖夜の逃亡者（1994年12月24日）
  - 三毛猫ホームズシリーズ  - 根本刑事
    - 第1作「三毛猫ホームズの推理 女子大密室殺人」（1979年12月1日	）
    - 第3作「三毛猫ホームズの怪談 赤猫は死を招く」（1981年5月16日	）
    - 第4作「三毛猫ホームズの狂死曲 バイオリン連続殺人」（1982年12月25日）

  - 夜桜お七殺人事件〜二つの顔を持つ女〜（2006年）
- 江戸を斬るVIII 第23話「凶賊が探す女の謎」（1994年、TBS / C.A.L.） - 弥十
- 踊る大捜査線 第1話（1997年、CX） - 年配の刑事
- 火曜サスペンス劇場（NTV）
  - 新・女検事 霞夕子 第10作（1997年）
  - 密告電話（1998年）
- はぐれ刑事純情派 第10シリーズ 第7話「放火未遂!? 二世帯住宅の妻!」（1997年、ANB / 東映）
- 北の国から '98時代
- 愛の劇場 / はれ時々くもり（1999年、TBS） - 源さん
- 意地悪ばあさんリターンズ 伝説のばあさんVS湾岸署スリーアミーゴス意地悪バトル（1999年10月12日、CX）
- マリア（2001年、TBS）
- 月曜ミステリー劇場（TBS） 
  - 十津川警部シリーズ（テレパック） 
    - 第31作「四国連絡特急殺人事件」（2004年3月29日） - スーパーチェーン「トクマサ」会長・徳大寺正之
    - 第35作「金沢加賀殺意の旅」（2005年7月4日） - 「ホテル森本」オーナー・市川博之
- 女と愛とミステリー / てのひらの闇（2001年、TX） - 新聞記者
- ドラマスペシャル / 「ラブレター」（2003年6月18日、TX）
- 月曜ゴールデン 世直し公務員ザ・公証人 第2作（2003年、TBS） - 小原沢医師
- 危険なアネキ 第9話「人生最悪の姉弟ゲンカ!」（2005年、CX）
- 小早川伸木の恋 第1話「孤独なのは夫? 妻?」（2006年、CX）

### 映画
- 純愛物語（1957年）
- 独立愚連隊西へ（1960年） - 青山上等兵
- 暗黒街の弾痕（1961年） - 能中
- 用心棒（1961年） - 助十
- 日本一の若大将（1962年） - 伊田天一
- どぶろくの辰（1962年）
- 戦国野郎（1963年）
- 国際秘密警察 火薬の樽（1964年） - 11号
- 悪党（1965年） - 木村源三
- ゼロ・ファイター 大空戦（1966年） - 金友上飛曹
- 御用金（1969年）
- 新選組（1970年） - 野口健司
- 裸の十九才（1970年） - りんご園の人夫
- 驚異のドキュメント 日本浴湯物語（1971年） - 旅人・野々村一平
- 激動の昭和史 沖縄決戦（1971年） - 中村曹長[10]
- まむしの兄弟シリーズ
  - 懲役太郎 まむしの兄弟（1971年） - 山北組若衆・蒲池保男
  - まむしの兄弟 懲役十三回（1971年） - 健吉
- 鉄砲玉の美学（1973年） - 修
- やさぐれ姐御伝 総括リンチ（1973年）
- 沖田総司（1974年） - 原田左之助
- 吶喊（1975年） - 瀬尾斗介
- 冒険者たち（1975年）
- 暴力金脈（1975年）
- 姿三四郎（1977年） - 八田
- ダイナマイトどんどん（1978年）
- その後の仁義なき戦い（1979年） - (チャンネル争いをする)客
- ロケーション（1984年） - 米さん
- 大誘拐 RAINBOW KIDS（1991年） - 警官
- ミスター・ベースボール（1992年） - 堀コーチ
- 学校III（1998年） - 張良
- 東京★ざんすっ（2001年）
- 機関車先生（2004年）
- イントゥ・ザ・サン（2005年） - 石川組長

### オリジナルビデオ
- 首領への道 第9話、第10話 （1999年 - 2000年） - 鯵倉組組長

### 舞台
- そして誰もいなくなった
- マクベス
- 村岡伊平次伝
- ロミオとジュリエット

### テレビアニメ
- アニメ 野生のさけび（1982年） - 村長
- 聖戦士ダンバイン（1983年 - 1984年） - ドレイク・ルフト[11]
- ダーティペア（1985年、カスピア王）
- 機甲戦記ドラグナー（1987年） - ギルトール[12]
- 剣風伝奇ベルセルク（1997年 - 1998年） - ゲノン
- トライガン（1998年） - 船長

### OVA
- 銀河英雄伝説（1992年） - ライオネル・モートン

### ゲーム
- スーパーロボット大戦シリーズ - ドレイク・ルフト
  - スーパーロボット大戦F（1997年）
  - スーパーロボット大戦F完結編（1998年）
  - スーパーロボット大戦コンプリートボックス（1999年）
  - スーパーロボット大戦α（2000年）
  - スーパーロボット大戦α for Dreamcast（2001年）
  - スーパーロボット大戦IMPACT（2002年）
  - スーパーロボット大戦Scramble Commander the 2nd（2007年）
  - スーパーロボット大戦BX（2015年）※ライブラリ出演
- Another Century's Episode 2（2006年） - ドレイク・ルフト

### 吹き替え
- アウトブレイク ※ソフト版
- 愛さずにはいられない - トーマス・フェンテス（トーマス・ミリアン）
- オールウェイズ ※フジテレビ版
- ガリバー旅行記
- サンタクローズ
- ダンス・ウィズ・ウルブズ ※テレビ朝日版
- ドク・ハリウッド ※フジテレビ版
- ドラゴン/ブルース・リー物語 ※テレビ朝日版
- ペインテッド・デザート タフ劇場版

### その他
- マジカル頭脳パワー!! / マジカルミステリー劇場 「勇み足」（1992年、NTV）